# Эйлольф
Эйлольф (Эйлульф; иногда Эйлольф II; лат. Eilolphus или Eylulphus; умер между 902 и 904) — епископ Асти (между 899 и 901 — между 902 и 904).

## Биография
О происхождении Эйлольфа сведений не сохранилось. Возможно, до того как получить в управление Астийскую епархию, он был приближённым императора Людовика III Слепого. Благодаря протекции этого монарха, не позднее мая 901 года Эйлольф получил епископскую кафедру города Асти. Его предшественником здесь был Ставраций, в последний раз упоминающийся в январе 899 года. Первый документ, в котором Эйлольф назван епископом, датирован 18 июня 901 года. В нём Людовик III передал Астийской епархии земли между реками Танаро и Стура-ди-Демонте, ранее принадлежавшие лишившемуся владений графу Бредоло. Следующий упоминавший Эйлольфа документ относится к 25 февраля 902 года. В марте 902 года епископ получил от жены виконта Асти Ротберта Эмельды дарственную для своей епархии.
Согласно документам IX—X веков, Астийская епархия была одной из крупнейших на территории Итальянского королевства. Она занимала обширные территории от реки По до Приморских Альп.
Эйлольф погиб в Приоле (около Мондови) во время одного из набега сарацин. Тело епископа сначала было похоронено на берегу Эллеро, а затем перенесено в главную церковь Мондови. Впоследствии здесь он стал почитаться как святой. Эйлольфа отождествляют со святым Бернольфом, также убитым сарацинами около Мондови. Причинами разночтений в именах считаются ошибки средневековых переписчиков, неправильно понявших церковные документы о мученичестве епископа.
Преемником Эйлольфа на епископской кафедре Асти был Аудаций, первое упоминание о котором датируется 15 июля 904 года.